# Hansestad

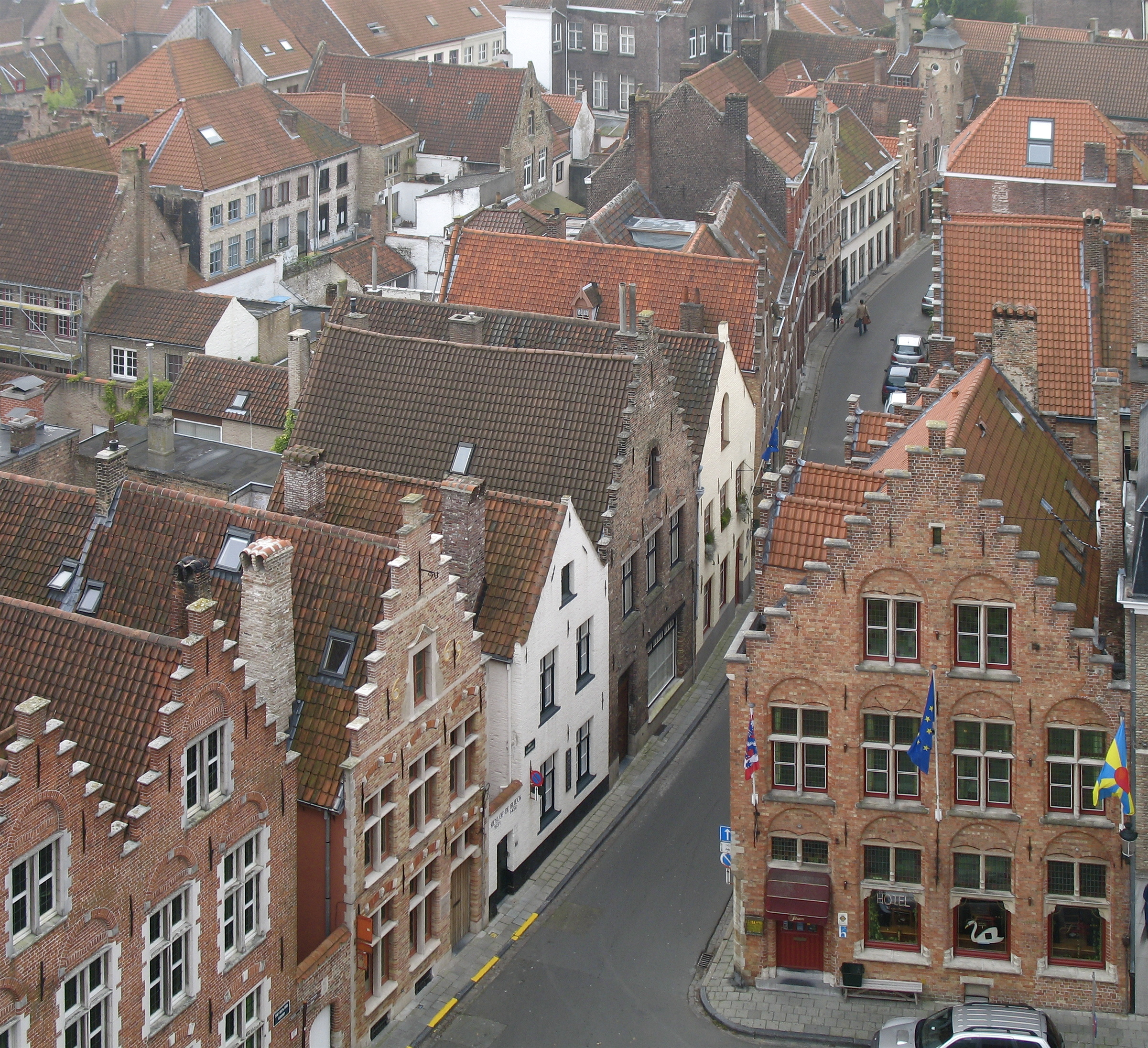
Här syns flera hus från hansetiden i hansestaden Brygge.

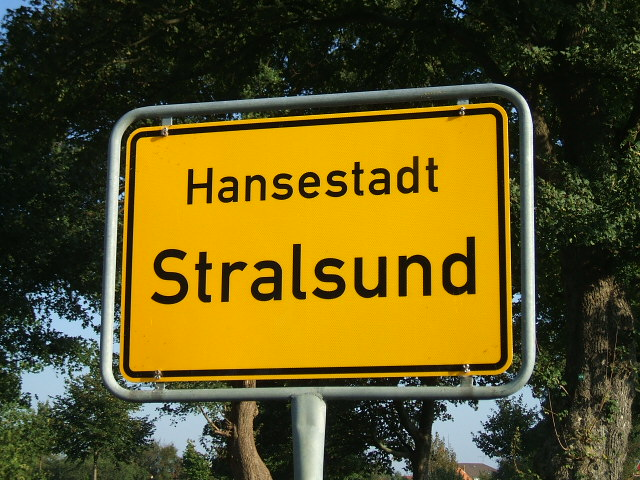
Ortsskylten för hansestaden Stralsund.

Hansestad (tyska Hansestadt) var en stad som var medlem i Hansan. Några av de mest betydande var Lübeck i Tyskland,  Riga i nuvarande Lettland,  Danzig (Gdańsk) i nuvarande Polen och Reval (Tallinn) i Estland.
Hansestäder (i äldre handlingar ofta bara "städerna") var alla nordtyska handelsstäder, vilka direkt eller indirekt deltog i den tyska utrikeshandeln på Nord- och Östersjön, alltså inte bara de omedelbart vid sjön belägna, utan även många städer långt inne i landet, om de var av betydelse för varuhandeln utmed de stora flod- och landsvägarna till Nord- och Östersjön. Till Hansan hörde däremot inte sådana städer, som drev handel endast med varor, som omsattes bara inom Tyska rikets gränser eller som drev handel med utlandet annorlunda än sjöledes.
Alla hansestäder hade åtminstone någon del i de hanseatiska privilegierna i utlandet. Deras medborgare hade rätt att besöka de hanseatiska kontoren i utlandet och där upprätta handelsförbindelser med de infödda. Alla dessa städer tillhörde även Hansan som politisk organisation eller den så kallade Kölnkonfederationen, var skyldiga att rätta sig efter de beslut, som fattades av förbundets representation, hansedagarna, och var berättigade eller egentligen skyldiga att delta i de representativa mötena.
Av praktiska skäl har aldrig alla städer, som hörde till förbundet, varit representerade på hansedagarna. Då representationsplikten var mycket dyrbar, sköttes den av de större och rikare, vilkas ombud handlade efter instruktioner, som beslutits i samråd med de mindre. Antalet städer, som på en gång tillhört hansan, är svårt att bestämma, då medlemskap av förbundet var beroende på rent faktiska och föränderliga omständigheter. Upphörde en stad med den art av handelsrörelse, som var förutsättning för medlemskap i förbundet, utgick den utan vidare ur detsamma. Att offra något för bevarande av privilegier och förmåner, som var utan betydelse för staden, hade ju varit orimligt. 
Började åter en ny stad med en sådan handelsrörelse, som gjorde den intresserad av de hanseatiska privilegierna, kom dess borgare utan vidare i åtnjutande av åtminstone en stor del av desamma, och därmed inträdde staden även med avseende på skyldigheter i förbundet. En formell upptagning i förbundet torde ha kommit i fråga endast efter föregående uteslutning (Verhansung). Antalet städer, som någon gång varit självständigt representerade på hansedagarna, uppgår till mellan 80 och 90.
Alla dessa städer har dock aldrig närvarat på en och samma hansedag. I regel sände de från mötesplatsen mera avlägsna kretsarna ombud för en eller två städer. Endast om saken var av mycket stor vikt för någon krets eller mötet hölls på en synnerligen bekvämt belägen ort, deltog även de mindre städerna i hansedagarna, vilka i genomsnitt inte torde ha varit besökta av ombuden för mer än ett tio-tjugotal städer.

## Hansestäder
Följande städer i Tyskland har i dag den officiella titeln Hansestadt:
| - Anklam - Attendorn - Bremen - Demmin - Gardelegen - Greifswald - Hamburg - Havelberg - Herford - Korbach - Lübeck - Lüneburg | - Osterburg - Rostock - Salzwedel - Seehausen - Stade - Stendal - Stralsund - Warburg - Werben (Elbe) - Wipperfürth - Wismar |
| Följande viktigare städer som i dag ligger i andra länder har tillhört Hansan:                                                 | |
| - Szczecin (tyska: Stettin) - Wrocław (tyska: Breslau) - Gdańsk (tyska: Danzig) - Kaliningrad (tyska: Königsberg)              | - Bergen - Riga - Tallinn (tyska: Reval) - Stockholm - Visby                                                                 |